# Heinz Gockel
Heinrich Gockel (* 23. September 1941 in Worbis; † 27. Dezember 2015) war ein deutscher Literaturwissenschaftler.

## Leben
Er studierte Germanistik, Philosophie und Theologie in Freiburg im Breisgau, Paderborn und Münster. Nach der Promotion an der Universität Münster 1971 und Habilitation 1979  nahm er 1979 den Ruf auf die Professur für Neuere deutsche Literaturwissenschaft an der Universität Bamberg an.
Er forschte zur Literatur der Aufklärung, zu Klassik und Romantik, zum Mythosbegriff der Neuzeit und den Autoren Friedrich Heinrich Jacobi, Heinrich und Thomas Mann sowie Max Frisch.

## Schriften (Auswahl)
- Mythos und Poesie. Zum Mythosbegriff in Aufklärung und Frühromantik. Frankfurt am Main 1981, ISBN 3-465-01416-2.
- Grass' Blechtrommel. München 2001, ISBN 3-492-23303-1.
- Literaturgeschichte als Geistesgeschichte. Vorträge und Aufsätze. Würzburg 2005, ISBN 3-8260-2974-7.
- Der Bamberger Reiter. Seine Deutungen und seine Deutung. München 2007, ISBN 3-422-06757-4.

## Weblink
- Ein exzellenter Wissenschaftler und eine vielseitige Künstlerpersönlichkeit. Heinrich Gockel ist am 27. Dezember 2015 verstorben

| Personendaten    | Personendaten                      |
| ---------------- | ---------------------------------- |
| NAME             | Gockel, Heinz                      |
| ALTERNATIVNAMEN  | Gockel, Heinrich                   |
| KURZBESCHREIBUNG | deutscher Literaturwissenschaftler |
| GEBURTSDATUM     | 23. September 1941                 |
| GEBURTSORT       | Worbis                             |
| STERBEDATUM      | 27. Dezember 2015                  |